# Eulalia Gerona de Cabanes
Eulalia Gerona y Ros  (1782-4 de abril de 1842)  fue una pintora española entre los siglos XVIII y XIX. 

### Biografía
Eulalia Gerona y Ros nace en 1782,  proviene de una familia noble sus padres eran Mariana Ros Oller y Francisco de Gerona Augirot ambos de Barcelona. Eulalia es heredera del mayorazgo familiar. Tiene una hermana menor  Francisca de Gerona y Ros.
En 1805 contrae matrimonio con José Mariano de Cabanes con el cual tuvo cuatro hijos. Su esposo fue capitán voluntario durante la guerra contra Francia, (1808–1814). Ambos sufrieron las consecuencias de la guerra, perdiendo algunos de sus bienes. 
Eulalia Gerona de Cabanes muere el 4 de abril de 1842 en Barcelona, se encuentra enterrada junto a sus hijos y su esposo en el cementerio de Barcelona.

### Labor Artística
Eulalia Gerona de Cabanes fue nombrada académica de la Real Academia de Bellas Artes de San Carlos de Valencia en 1802. Presentó un memorial acompañado por una pintura al pastel que representaba una joven de medio cuerpo poniéndose una corona de laurel. 
En 1803 participa  en una exposición organizada por la Escuela Gratuita de las Nobles Artes de la Real Academia de Bellas Artes de Sant Jordi, bajo la dirección de la Junta de Comercio de Cataluña, celebrada en Barcelona. Eulalia Gerona de Cabanes fue premiada con el mérito de «Pintora de afición»  por su pintura al pastel de una Virgen con el Niño de proporción natural. 
Durante la guerra de Independencia no tenemos ningún dato sobre sus obras pues tuvieron que huir junto a su familia a la montaña. 
Posteriormente en 1819, una vez finalizada la guerra, Eulalia Gerona presenta una imagen de la Virgen con el Niño al pastel en la Academia de Bellas Artes de San Fernando de Madrid, por la que fue nombrada Académica de Mérito.

### Labor académica
Eulalia Cabanes tenía un gran interés por la arqueología y coleccionismo. En su labor académica consta que envió una carta a la Academia de Historia exponiendo el descubrimiento de una cantidad importante de monedas de oro góticas. La Academia de Historia le pidió que hiciera algunas averiguaciones sobre estas monedas. Eulalia Gerona remitió a la Academia de Historia un catálogo con dicho descubrimiento, con un total de 134 monedas. 